# Maria Trzcińska

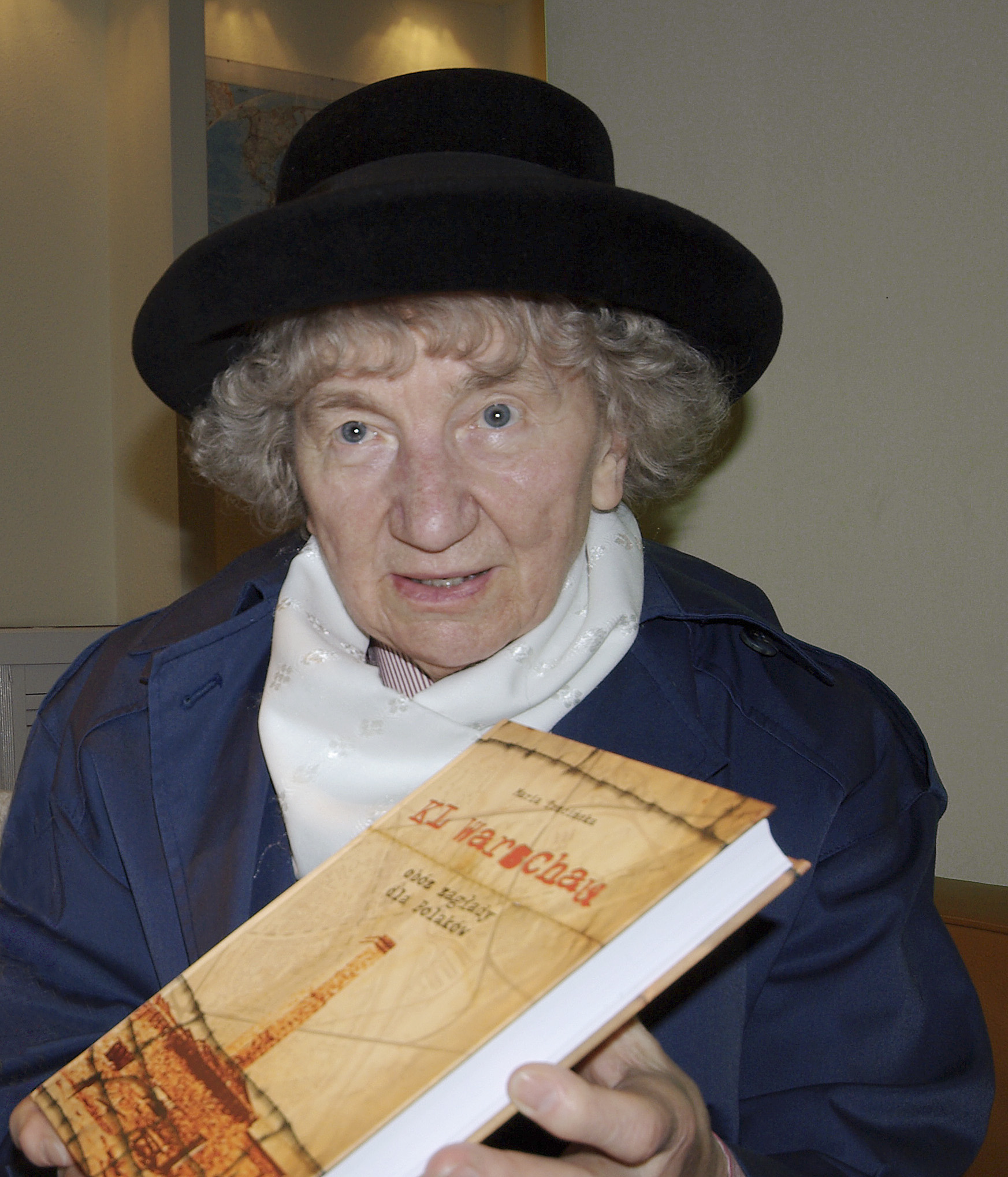
Sędzia Maria Trzcińska z egzemplarzem swojej publikacji KL Warschau – obóz zagłady dla Polaków w świetle dokumentów (fot. 2008 r.)

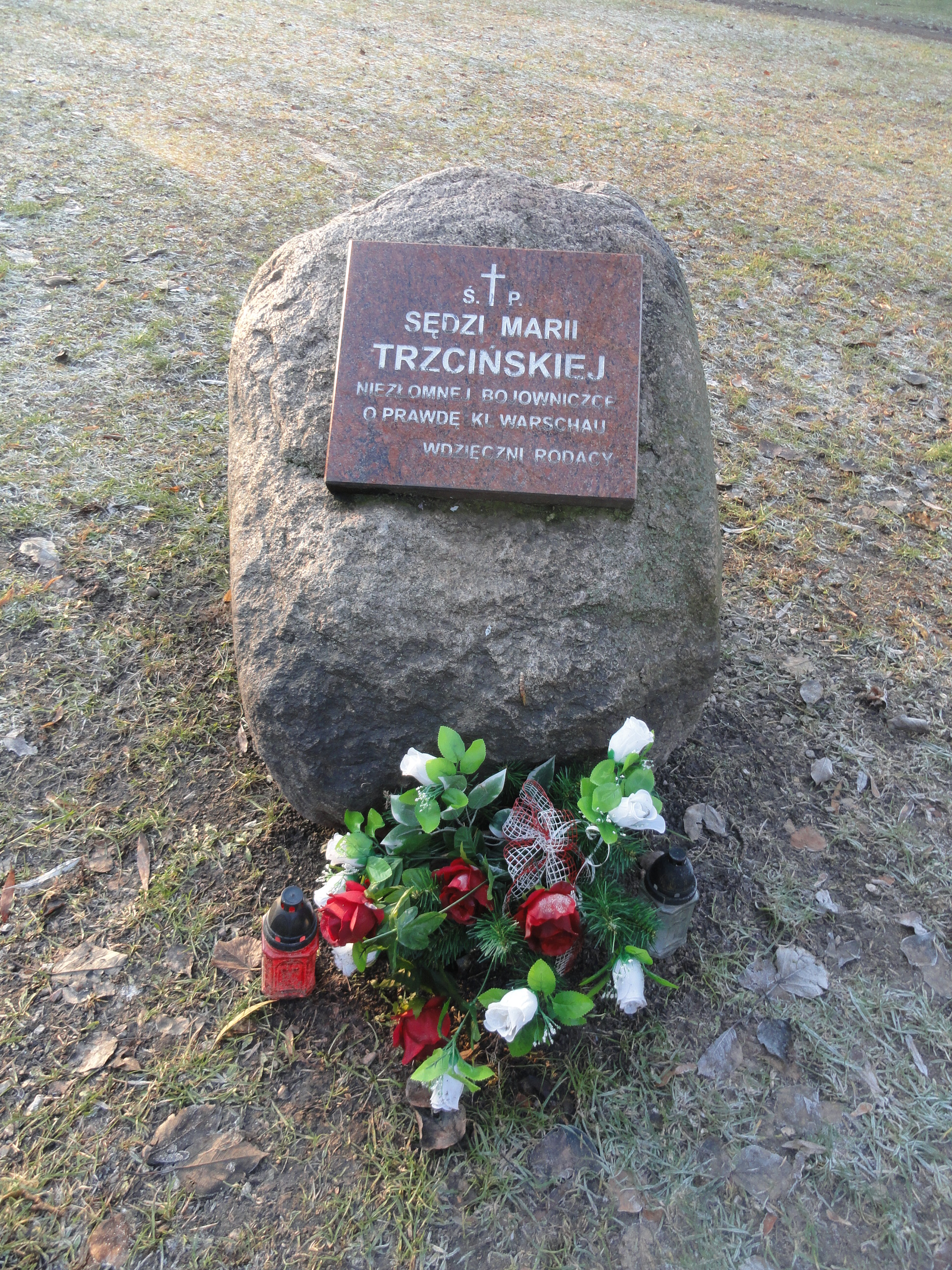
Głaz upamiętniający Marię Trzcińską na skwerze Alojzego Pawełka w Warszawie

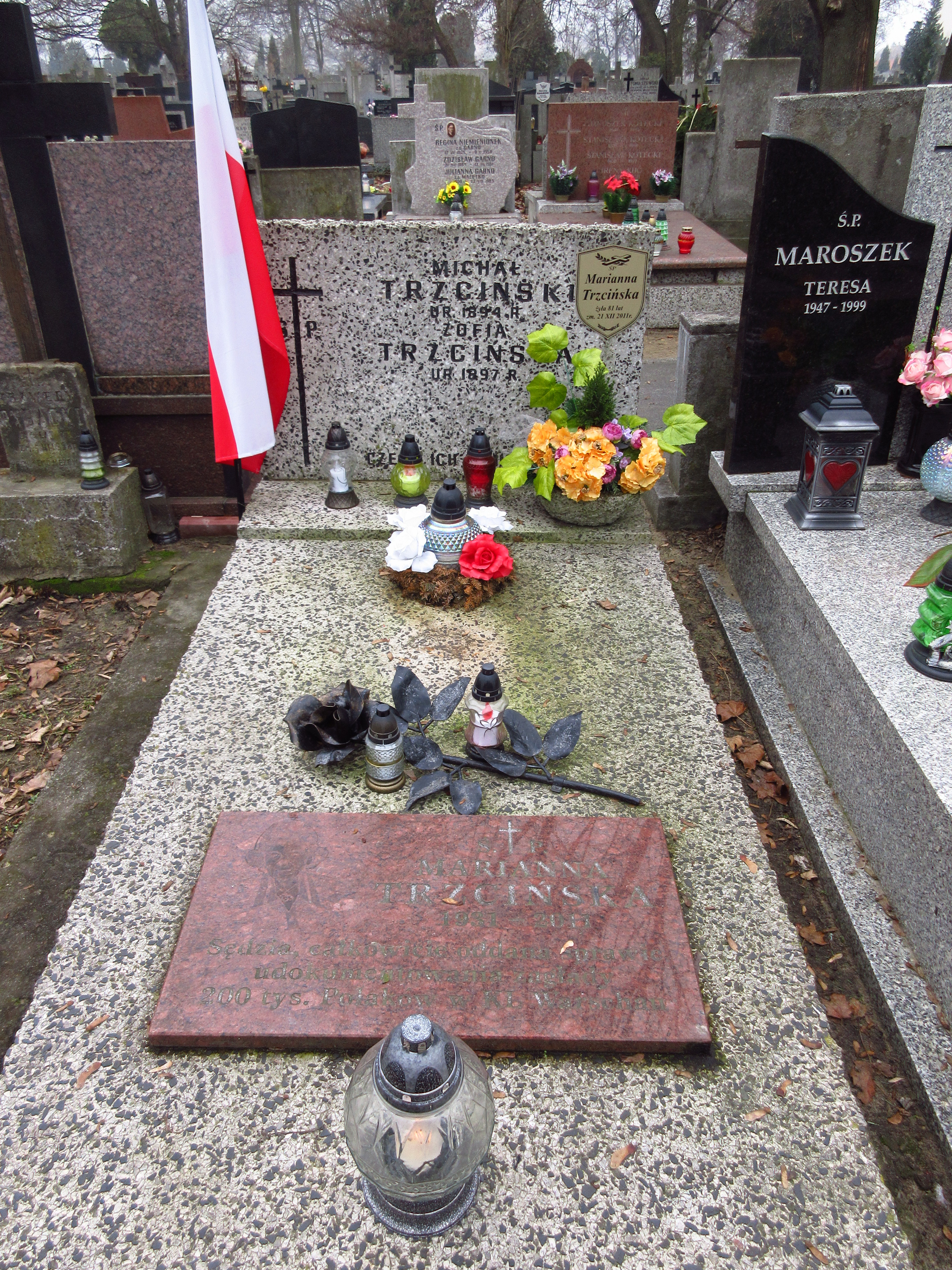
Grób Marii Trzcińskiej na cmentarzu Bródnowskim

Maria (Marianna) Trzcińska (ur. 22 marca 1931, zm. 22 grudnia 2011 w Warszawie) – polska sędzia zatrudniona w latach 1974–1996 w Głównej Komisji Ścigania Zbrodni przeciwko Narodowi Polskiemu i Instytucie Pamięci Narodowej.
Prowadziła śledztwo i badała zbrodnie niemieckie w Polsce w czasie II wojny światowej. Autorka monografii dotyczącej warszawskiego obozu koncentracyjnego KL Warschau, której tezy zostały odrzucone przez Instytut Pamięci Narodowej oraz licznych historyków.

## Kontrowersje
Trzcińska twierdziła, że liczba ofiar KL Warschau była dziesięć razy większa oraz że obóz wykorzystywał komory gazowe w tunelach przy stacji kolejowej Warszawa Zachodnia.
Działania specjalnej grupy badawczej powołanej w 2006 roku przez IPN nie potwierdziły ustaleń sędzi Trzcińskiej. Badania prowadzone przez Zygmunta Walkowskiego opublikowane w 2017 roku ustaliły że tunele wskazywane przez Trzcińską były przejezdne przez całą wojnę i nie mogły mieścić komór gazowych.
Trzcińska pojawiała się m.in. w Radiu Maryja, mówiąc o tym, że niemiecki obóz nazistowski w stolicy był używany w stalinowskiej Polsce jako więzienie dla żołnierzy Armii Krajowej. Zaangażowała się w konflikt z IPN dotyczący treści jej badań i ich dalszych publikacji. Jej wniosek dotyczący praw autorskich został odrzucony przez Instytut jako dotyczący już opłaconej własności państwowej, wliczając w to dokumenty historyczne i świadectwa ocalałych.
Jej dodatkowe roszczenia, dokonane w imieniu „Stowarzyszenia Komitetu Budowy Pomnika Ofiar Obozu Zagłady KL Warschau” o domniemanym znacznie większym rozmiarze niemieckiego obozu w rejonie stacji kolejowej Warszawa Zachodnia, również zostały odrzucone przez IPN oraz badania zdjęć lotniczych.
Została pochowana na cmentarzu Bródnowskim w Warszawie (kw. 50F, rząd III, grób 26).

## Publikacje
- Obóz zagłady w centrum Warszawy. Konzentrationslager Warschau. Radom: Polskie Wydawnictwo Encyklopedyczne, 2002. ISBN 83-88822-16-0.
- KL Warschau – obóz zagłady dla Polaków w świetle dokumentów. Radom: PWE, 2007.